# Route nationale 9 (Tunisie)
Pour les autres articles nationaux ou selon les autres juridictions, voir Route nationale 9.
La route nationale 9 ou RN9 est un axe routier de Tunisie qui relie la capitale Tunis à La Marsa.

## Villes traversées
- Tunis
- La Marsa